# 우이당쟁
우이당쟁(牛李黨爭)은 중국 당 헌종 때부터 당 선종 때까지 걸쳐 일어난 조정 내부의 정치 투쟁이다. 당나라 전역에서 반독립적 지위를 가진 절도사가 이끄는 번진의 처우를 둘러싸고 우승유·이종민의 우당과 이덕유의 이당 사이에 격렬한 권력 투쟁이 일어났고 이는 정치적 혼란을 초래했다. 이후 우이당쟁은 당나라 멸망의 단초를 제공한 사건 중 하나로 평가받게 되었다.

## 전개 과정
위진남북조 시대는 문벌귀족의 시대로 귀족들은 가문과 혈통을 기반으로 관료 조직의 요직을 독점하고 있었다. 이에 수 문제는 과거제를 실시하여 시험으로 관료를 등용하는 제도를 시작해 귀족들을 견제하고 황제권을 강화하고자 했다. 하지만 수나라와 당나라 초기에는 여전히 귀족의 세력이 강고하여 과거제를 통한 신임 관료들의 정계 진출은 억제되었다.
당시 귀족 세력의 최고봉에는 후한 이래 오랜 전통을 자랑하는 산동 귀족이 자리잡고 있었고 그 중에서도 최씨·노씨·이씨·정씨 등 사성(四姓)이 으뜸이었고 다음이 선비족을 모체로 하여 수나라와 당나라의 황실이 된 관롱집단이었다. 문벌귀족들은 관료 인사를 관장하는 상서성 이부를 장악하여 과거를 통해 관직 생활을 시작한 관료들의 중앙 정계 진출을 방해하고 있었다.

### 발단
당 현종 때 일어난 안사의 난은 당나라의 국력을 크게 소모시켰고 각 지방에서 절도사들이 반독립 상태로 할거하도록 만들었다. 헌종은 이러한 상황을 타파하고자 두황상·무원형·이길보 등의 주도 하에 조정에 반항적인 번진을 무력으로 제압하는 강경책을 추진했고 일정 성과를 거두어 당나라는 일시적으로 중흥을 맞이했다. 하지만 무력에 의존한 번진 토벌은 국가 재정에 심대한 타격을 입혔고 번진을 진압하기 위해 만든 신책군의 군권을 환관이 거머쥐면서 조정 내에서의 환관의 세력이 강해졌다.
808년(원화 3년)에 열린 진사과에서 합격한 사람은 우승유·황보식·이종민 등 세 명이었다. 그런데 세 사람은 과거의 논제에 대해 당시의 실정을 비판하는 내용을 답으로 적어냈고 재상 이길보와 환관들은 이러한 사실을 헌종에게 읍소했다. 결국 세 사람은 과거에 합격하고도 중앙에 등용되지 못하고 번진으로 발령받았다.
이길보가 814년(원화 9년) 사망하자 배도가 후임 재상직에 올랐다. 당시 재상직은 여러 명이 담당했는데 또 다른 재상으로 있던 이봉길은 평소 배도와 정치적으로 대립하는 사이였다. 배도는 번진을 무력으로 진압해야 한다는 강경책을 펼쳤지만 이봉길은 번진과의 타협을 주장했기 때문이다. 배도가 재상이 된 후 두 사람은 격렬하게 대립했고 결국 이봉길은 재상직에서 물러나게 되었다.
820년(원화 15년) 헌종이 왕수징·양수겸에게 암살당하고 태자가 당 목종으로 옹립됐다. 이후 우승유가 고부랑중·지제고에서 어사중승이 되었고 이길보의 아들 이덕유는 한림학사가 되었다. 이종민은 812년(원화 7년) 감찰어사가 되었는데 이후에도 직위를 유지했다.
우승유의 할아버지는 수나라 때 복야를 지낸 우홍인데 우홍과 그 아들은 고위 관직에는 오르지 못했고 우승유의 대에 이르러서 그의 가문은 관롱집단의 말단에 위치하고 있었다. 반면 이종민은 당 태종의 동생인 정왕 이원의의 후손으로 그 가문은 단연 관롱집단의 최상위에 있었다. 이덕유 역시 산동 사성의 하나인 조부 이씨 출신으로 문벌귀족 중에서도 가장 높은 가격(家格)을 자랑했다.

### 당쟁의 발전
이덕유는 자신의 아버지가 우승유의 무리에게 비판받았던 사실을 원망하고 있었다. 그런데 821년(장경 원년) 이종민이 과거를 주관하면서 부정을 저지르자 이를 기회로 이종민을 실각시켜 지방으로 좌천시키는데 성공했다. 이 사건으로 40년에 걸친 우이당쟁이 일어나게 되었다.
822년(장경 2년) 이봉길이 재상직에 복귀했고 배도와 이덕유가 지방으로 전출되었다. 그리고 823년(장경 3년) 이봉길의 지원으로 우승유는 재상의 반열에 올랐다. 824년(장경 4년) 목종이 붕어하고 당 경종이 즉위하자 우승유는 악주자사·무창절도사가 되어 지방으로 부임했다. 이후 이봉길은 이신 등 자신의 정적을 차례로 제거하고 그 자리를 자신의 파벌로 채워 조정을 장악했다.
826년(보력 2년) 경종이 환관 유극명에게 암살당하고 왕수징에 의해 당 문종이 옹립되었다. 그 해에 배도가 재상으로 복귀했는데 이봉길은 이를 막고자 했으나 실패했고 결국 배도는 재상직에서 물러났다. 829년(대화 3년) 배도는 이덕유를 중앙에 끌어들여 병부시랑이 되도록 했고 이후 그를 재상으로 천거했다. 하지만 재상 이종민이 이에 반대했고 배도와 이덕유를 지방으로 쫓아냈다. 같은 해 이종민은 우승유를 중앙으로 불렀고 곧 재상이 되었다.

### 유주 사건
831년(대화 5년) 이른바 유주 사건이 일어났다. 토번이 안사의 난 당시 당나라가 혼란할 때 수도 장안을 점령한 적이 있었는데 곽자의의 활약으로 이를 몰아낸 적이 있었다. 이후 두 나라는 화약을 맺었다. 그런데 경종 연간에 이르러 토번의 영토였던 유주의 장관(長官)이 당나라에 귀순을 요청해왔다. 이덕유는 이를 받아들여야 한다고 주장했지만 우승유는 이로 인해 토번과의 화약이 깨질 우려가 있다며 반대했다. 이러한 의견 대립은 두 사람의 사이를 더욱 멀게 했다.
결국 유주의 귀순을 받아주지 않기로 결정을 내렸는데 당시 황제였던 당 문종은 이 결정에 불만을 가지고 있었고 조정에서도 우승유의 결정에 대한 많은 비판이 잇따랐다. 결국 832년(대화 6년) 우승유는 재상직을 내놓았고 다음 해에 이덕유가 재상직에 복귀했다. 이덕유는 곧바로 이종민을 비롯한 우당 세력을 조정에서 모두 몰아냈지만 다음 해에 이종민이 다시 재상이 되어 이덕유가 쫓겨나고 말았다.
조정이 이처럼 우당과 이당으로 갈라져 권력 다툼을 하니 문종은 "하북의 적을 진압하기는 어렵지 않으나 조정 내의 붕당을 잠재우는 것은 어렵구나"라며 탄식했고 당쟁에 염증을 느낀 문종은 우당에도 이당에도 속하지 않는 이훈과 정주를 중용했다. 이후 이훈와 정주는 문종의 신임을 바탕으로 우당과 이당 모두를 조정에서 몰아냈다.

### 감로의 변과 회창폐불
이러한 와중에도 환관들은 자신의 세력을 불려나가고 있었다. 이에 이훈과 정주는 835년(대화 9년) 구사량을 필두로 한 환관 세력을 제거하기 위핸 계책을 실행했지만 실패했고 두 사람은 환관에 의해 죽임을 당했다. 이 사건이 감로의 변이다. 이후 문종은 완전히 환관의 꼭두각시로 전락했다.
감로의 변 이후에도 우당과 이당은 재상직을 서로 차지하며 싸움을 이어갔다. 840년(개성 5년) 문종이 붕어했다. 문종은 형 경종의 아들 한왕 이성미를 후계자로 지명했지만 구사량은 문종의 동생인 의왕 이전을 황제로 앉혔다. 이가 곧 당 무종이다. 이후 이성미의 황위 계승을 지지했던 우당의 이각과 양사복도 재상직에서 쫓겨났고 이덕유가 다시 재상이 되었다.
841년(회창 원년) 이준과 양사복이, 843년(회창 3년) 우승유가, 844년(회창 4년) 이종민이 지방으로 쫓겨났다. 846년(회창 6년)에는 이종민을 봉주에 유배보냈고 848년(대중 2년) 이종민이 사망했다.
우당이 몰락한 뒤 이덕유는 재상으로서 전권을 휘둘렀는데 내정과 외정에 적극적으로 나섰다. 842년(회창 2년) 이른바 폐불을 상주했고 845년(회창 5년)부터 본격적으로 폐불이 시작되었다. 이것이 회창폐불이다. 또한 842년부터 843년에 걸쳐 위구르 카간국 토벌에 나서 성공시켰다.

### 종결
846년 무종이 붕어한 뒤 환관 마원지에 의해 당 선종이 제위를 이었다. 선종은 이덕유가 전권을 휘두르는 것을 싫어했고 결국 지방으로 쫓겨났다. 그의 뒤를 이어 우당의 백민중이 재상이 되었다. 847년(대중 원년) 백민중은 이당을 조정에서 모두 쫓아냈지만 다음 해에 우승유가, 그 다음 해에 이덕유도 사망하면서 우이당쟁은 사실상 종말을 고했다.
우당이 집권하면 이당을 배제하고 이당이 집권하면 우당을 배제하는 당쟁이 계속되는 동안 정책도 계속 뒤바뀌었고 이는 국정에 큰 혼란을 야기했다. 하지만 당쟁이 끝난 뒤에도 조정에서는 환관과 관료 간의 대립이 심해져 혼란은 끊이질 않았고 874년(건부 원년) 황소의 난이 일어나서 혼란은 극에 달했다. 반란은 진압되었지만 조정의 권위는 크게 실추되었고 조정 내에서의 싸움은 더 이상 정치 권력을 둘러싼 쟁탈전의 성격을 가지지 못하고 주전충을 비롯한 번진 세력의 대리 전쟁으로 변질되고 말았다.

## 연구
근대 역사학의 입장에서 처음으로 우이당쟁을 연구한 이는 중국의 천인커다. 천인커는 1944년 우당을 진사파의 신흥 세력으로, 이당을 명경파의 산동 귀족으로 그 성격을 규정했다. 우당 내에 구 사족이 존재하고 이당 내에 진사 출신이 있지만 주류는 아니며 무주 이래 힘을 키워온 신흥 세력과 전통적인 귀족 세력 간의 다툼이 우이당쟁이라고 결론내렸다.
1957년 첸종몐은 천인커의 학설을 강하게 비판했다. 우이당쟁의 우이는 일반적으로 우승유와 이덕유를 일컫는다고 알려져 있는데 사실 이는 우승유와 이종민을 말하는 것이라며 이덕유의 입장에서 우승유와 이덕유의 우당을 비판하는 말이라는 것이 첸종몐의 주장이었다. 또한 이덕유는 당파를 가지지 않았고 소위 이당이란 것도 존재하지 않았다고 역설했다. 천인커의 주장대로 우이당쟁은 신흥 진사 세력과 전통 귀족 세력 간의 싸움도 아니었고 같은 사족 계급 내에서 붕당과 사리(私利)를 일삼는 세력과 비교적 공정함을 가진 세력 사이의 싸움이었다고 규정했다.
첸중몐의 비판은 기존 천인커의 주장의 결점을 정확히 짚은 것이었으며 이후의 연구에도 많은 영향을 미쳤다. 하지만 첸중몐은 이덕유를 지나치게 편들었다는 비판을 받았으며 이덕유가 당파를 가지지 않았다는 그의 주장은 후세의 연구에선 적극적으로 수용되지 못했다.
일본에서 우이당쟁을 연구한 첫 학자는 1962년 도나미 마모루였다. 도나미는 우당과 이당의 출신이 큰 차이가 없으며 이것이 당쟁의 원인이 될 수는 없다는 결론을 내렸는데 이는 첸중몐과 비슷한 내용이었다. 이덕유는 "지금 조정의 절반은 당인이다"(이는 이덕유의 입장에서 말한 것이므로 당인이란 곧 우당을 말한다)라고 했는데 과거 합격자만으로 조정의 절반을 채우는 것은 불가능했기에 도나미는 붕당의 주요 인사가 지방으로 좌천되었을 때 지역 유지를 끌어들임으로써 파벌을 만들고 확대하는데 일정 역할을 했을 것으로 봤다. 도나미의 주장은 과거에만 주목했던 기존의 연구에서 지방 유지라는 새로운 시각을 부여했다는 점에서 의의를 가졌다.
이에 대해 쓰키야마 지사부로는 지역 유지를 끌어들인 것이 우당과 이당이 세력을 확대하는 과정의 일부이긴 했으나 형성 요인까지는 되지 못하며 두 붕당의 대립의 근간은 과거 출신과 문벌 귀족의 대립이라고 했다.
우이당쟁을 연구하는 데 있어서 자주 연구되는 원사료는 『구당서』·『신당서』·『자치통감』이다. 이 세 가지 서적은 모두 동시대의 사료를 취사선택하여 편집된 것이지만 『구당서』는 이당의 입장을 많이 반영했다는 지적을 받으며 『신당서』는 『구당서』보다 더욱 이당의 입장에 치우쳐 있다는 비판을 받는다. 『자치통감』은 비교적 중립적이라는 평가지만 첸중몐을 비롯한 일부 학자는 우당에 편향적이라는 주장을 펼쳤다.
이 외에도 수많은 연구가 발표되었지만 아직 다수의 학자들의 지지를 받는 통합적인 학설은 나오지 못하여 혼돈 상태에 놓여 있다. 원사료를 바탕으로 한 이론 전개는 풍부하지만 석각문 등의 연구가 아직 불충분하여 새로운 방향의 연구가 필요한 시점이다.

### 당쟁의 영향
중국의 역사에서 문벌귀족의 전성기는 위진남북조 시대였으며 수나라와 당나라 때에도 그 영향력은 여전했으나 안사의 난을 계기로 퇴조하기 시작했고 주전충에 의해 당나라가 멸망하고 오대 십국 시대가 시작하면서 이들은 멸망하고 본격적으로 사대부 계층이 등장하게 되었다. 문벌귀족이 망하고 신흥 사대부 계급이 진출하는 데에는 우이당쟁도 어느 정도의 영향을 미쳤다는 것이 일반적인 시각이다.
천인커는 우이당쟁을 신흥 세력과 문벌귀족의 싸움으로 인식했고 우당이 승리하면서 신흥 세력이 진출하라 수 있는 기반을 마련했다고 평가했다. 하지만 이는 마르크스주의적 계급투쟁사관에 기반한 것으로 현대 사학계에서는 많은 비판을 받고 있다. 현재 우당과 이당의 싸움이 출신 성분의 차이에 기반한 것은 아니라는 것이 학계의 다수를 점하는 이론이다. 세부적으로는 이덕유는 진보적·적극적인 성향을 가졌고 우승유는 보수적·현상유지적 성격을 가졌는데 이덕유가 우승유를 배척하려 했다는 이론과 붕당 간의 대립은 결국 대지주라는 배경을 가진 관료 내부의 권력 다툼에 불과했다라는 시각이 대립하고 있다.
따라서 현대 중국 사학계는 우당과 이당 중 어느 쪽이 옳고 그른지를 논하는 경향이 강하며 당쟁 이후 신흥 세력이 진출하게 된 요인으로서의 언급은 강하지 않다. 이는 중국공산당의 통제에 의한 정치·문화적 상황도 반영되었다고 이해해야 한다.

## 참고 문헌
- 쓰키야마 지사부로 (1967). 《牛李の朋党》 [우이붕당]. 소겐샤.
- 도나미 마모루 (1962). 《中世貴族制の崩壊と辟召制:牛李の党争を手がかりに》 [중세 귀족제의 붕괴와 피소: 우이당쟁의 단서]. 동양사연구회.
- 도나미 마모루 (1987). 《唐代政治社會史研究》 [당나라 정치 사회 연구]. 교토대학.
- 와타나베 다카시 (1994). 《牛李の党争研究の現状と展望 - 牛李党争研究序説 -》 [우이당쟁 연구의 현상과 전망 - 우이당쟁 연구 서설 -]. 쓰쿠바 대학 역사인류학회.
- 《中国史研究入門》 [중국사 연구 입문]. 1983.
- 첸중몐 (1957). 《隋唐史》 [수당사]. 高等教育出版.
- 천인커 (1956). 《唐代政治史述論稿 中篇》. 重慶商務印書館.
- 唐長孺 (1989). 《唐修憲穆敬文四朝実録与牛李党争》. 중화서국.
- 傅錫壬 (1984). 《牛李党争与唐代文学》 [우이당쟁과 당나라의 문학]. 東大図書公司.